# Stałe Lamégo
Stałe Lamégo (λ i μ) – stałe materiałowe materiału izotropowego wprowadzone przez Gabriela Lamé. Stałe te zostały wprowadzone ponieważ upraszczają zapis prawa Hooke’a dla materiałów izotropowych (dla których tensor sztywności zależy tylko od owych dwóch parametrów). Jednostką obu stałych jest paskal.
Stała {\displaystyle \mu } jest równa modułowi Kirchhoffa i dlatego często nie stosuje się oznaczenia {\displaystyle \mu } tylko tradycyjne {\displaystyle G.}
Zależności opisujące stałe Lamégo w stosunku do innych stałych materiałowych dla materiału izotropowego:
{\displaystyle \mu =G={\frac {E}{2(1+\nu )}},}
{\displaystyle \lambda ={\frac {E\cdot \nu }{(1-2\nu )(1+\nu )}},}
gdzie:
{\displaystyle E} – moduł Younga,
{\displaystyle G} – moduł Kirchhoffa,
{\displaystyle \nu } – współczynnik Poissona.